# Helen Bright Clark
Helen Bright Clark (1840–1927) fue una académica, historiadora, sufragista, activista, y feminista inglesa. 
Hija de un miembro radical del Parlamento, Clark fue una destacada oradora de los derechos de voto de las mujeres; y, a veces, una realista política que sirvió como pilar del movimiento sufragista, del siglo XIX, en el  Sudoeste de Inglaterra. Una liberal en todos los sentidos, Clark ayudó a, reflexionar en progresar hacia la fraternidad humana universal, a través de sus actividades en organizaciones que ayudaron a los antiguos esclavos y a los pueblos originarios.

## Biografía
En 1840, nacida como Helen Priestman Bright, aborigen de Rochdale, Lancashire, Inglaterra de la cuáquera Elizabeth Priestman Bright y del futuro miembro del Consejo Privado Real, estadista John Bright. Su madre, pronto enfermó; y, luego fallecería de tuberculosis en septiembre de 1841. Su tía paterna, Priscilla Bright, más tarde Priscilla Bright McLaren, tomó el lugar de la madre y desempeñó un papel influyente en la crianza de Clark. Seis años después de la muerte de su madre, el padre de Clark se volvió a casar, y finalmente tuvo siete hijos más, incluidos a John Albert Bright y a William Leatham Bright.
Como Helen Bright, asistió a la Escuela Quaker en Southport, bajo la tutela de Hannah Wallis; era la misma escuela a la que asistía su tía Priscilla bajo la instrucción de la madre de Wallis. En 1851, su tía Priscilla tuvo una hija Helen Priscilla McLaren.

## Sufragio de las mujeres
Los Brights guardaron, en su casa, copias de ensayos escritos por John Stuart Mill, y la joven Helen Bright se interesó especialmente en la defensa que realizaba Mill del sufragio de mujeres - la idea de que el derecho del voto debe extenderse a las mujeres. En 1861, le escribió a su prima, Agnes McLaren, "qué absurdo hablar de represión y de tributación, que van de la mano, y al mismo tiempo excluye a la mitad de la población del sufragio".
En 1866, como Helen Bright, firmó la "Petición de damas" sobre peticiones de sufragio, que circulaban a través de Elizabeth Garrett y de Emily Davies, al igual que su antigua maestra Hannah Wallis. La petición, con sus 1.499 firmas, fue presentada, en junio de 1866, por Mill a la Cámar de los Comunes.
Más adelante en ese año, Helen se casó con William Stephens Clark (1839–1925) de Street, Somerset. William era un cuáquero liberal, dueño de la marca C. & J. Clark de fabricantes de calzado, y miembro de una familia amiga de la idea de los derechos de las mujeres: su hermana y su sobrina también habían firmado la petición de sufragio.
Clark se unió al "Comité de Emprendimiento de Mujeres" en 1866; y, en 1870, fue miembro de la "Sociedad Nacional de Manchester para el Sufragio femenino". Clark hablaría públicamente, por primera vez en 1872, dando una conferencia en Taunton durante una reunión organizada por la Sociedad Nacional para el Sufragio Femenino de Bristol y del Oeste de Inglaterra. En su discurso, cuestionó con ironía de que, si bien era perfectamente correcto que una mujer bailara en un salón público, en el momento en que se aventuró en una plataforma pública para defender la paz, la moral y la justicia públicas, se estaba saliendo de su esfera..."
El 9 de marzo de 1876, en las Salas Victoria, Clifton, Bristol, Clark habló enérgicamente por la eliminación de las prohibiciones del voto femenino, en apoyo de un proyecto de ley parlamentario, a tal fin presentado por Mr. Forsyth. Contradiciéndola, el 26 de abril, su padre John Bright, MP, habló en la Cámara de los Comunes contra el proyecto de ley, diciendo que "el proyecto de ley parece estar basado en una proposición que es insostenible ... es un proyecto de ley basado en una supuesta hostilidad entre los sexos".
El 23 de enero de 1879, en Bristol, Clark pronunció un discurso conmovedor, en favor del sufragio femenino, que luego se imprimió y distribuyó como un folleto de cuatro páginas. Señaló que la lucha por el sufragio de las mujeres era considerada, despectivamente, por muchos "principalmente como de carácter sentimental". y que debíamos reflexionar, que la "cuestión de paz o de guerra" es para el frente". Clark argumentó que el poder político de las mujeres debería ser llamado a defender la paz y permitir que la sociedad avance. De la franquicia parlamentaria, dijo, 

... Este movimiento lo consideró un gran símbolo y, por así decirlo, la expresión externa, de un gran despertar, intelectual y moral entre las mujeres, y no solo entre las más académicos, sino entre miles de amas de casa y mujeres religiosas que han quedado especialmente impresionadas por los aspectos morales de la eliminación política de su sexo.

Clark apareció en 1881, frente a la Demostración de Bradford para Mujeres.

## Moderación y paz
En mayo de 1884, Clark rompió con su tía Priscilla Bright McLaren que, con Ursula Mellor Bright, abogaba por una reforma más radical. Clark se puso del lado de Lydia Becker y sus partidarios que respaldaron la cláusula de cobertura introducida por William Woodall al proyecto de ley de reforma liberal. La propuesta de Woodall fue incremental: buscó votos solo para mujeres solteras, no para esposas. Clark le dio su apoyo alegando que esa cláusula, no totalmente satisfactoria tenía más posibilidades de ser aprobada y, posteriormente, podría utilizarse como una cuña por la cual el sufragio femenino podría ampliarse. A pesar de que intentó varias veces hasta 1889, Woodall no pudo consolidar tal cláusula en un proyecto de ley ante la Cámara.
A principios de la década de 1890, Elizabeth Cady Stanton viajó por Europa reuniendo apoyo e invitando a participar en su trabajo en progreso The Woman's Bible (La Biblia femenina. Una noche, Stanton habló con una multitud, en la casa de Clark, sobre el estado del movimiento del sufragio en Estados Unidos. Algunos clérigos locales presentes, preguntaron a Stanton acerca  de la Biblia y su posición acerca de la mujer, en relación con el hombre, y Stanton describió en detalle cómo la igualdad entre los sexos se apoyaba en versículos bíblicos, pero que la Biblia podría citarse selectivamente para apoyar argumentos en conflicto. Debido a esto, dijo Stanton, debería estar limitado en su autoridad. Clark, aunque simpatizaba enfáticamente, con los puntos de vista de Stanton, le expresó a Stanton su temor de que algunos de los más estrictos de los asistentes pudieran haber sido impactados negativamente, por sus opiniones ultra-liberales.
En 1914, a medida que se intensificaba la guerra en Europa, Clark se unió a la Alianza Internacional de Mujeres (IWSA por su acrónimo en inglés), Y, además de otras cien signatarias, como Margaret Ashton, Emily Hobhouse, Sylvia Pankhurst y una amplia gama de mujeres unidas por el deseo de un rápido fin de las hostilidades. La carta fue una petición para la paz mundial entre las mujeres, y fue contestada en forma por 155 feministas germánicas, entre ellas Anita Augspurg, Lida Gustava Heymann, y Rosa Mayreder. Carrie Chapman Catt en EE. UU. fundador de IWSA, propuso que, en lugar de la reunión anual de IWSA, a celebrarse en Berlín (que parecía imposible debido a la guerra), un congreso internacional de mujeres se reuniera en La Haya el 28 de abril. Clark encontró que su posición en la Unión Nacional de Sociedades de Sufragio Femenino (NUWSS) estaba en minoría: ella abogaba para que la NUWSS enviase delegados a La Haya, en abril. Sin embargo, la membresía de NUWSS estaba principalmente preocupada por ayudar a los hombres del Reino Unido a ganar la guerra. 

## Igualdad racial
Cuando aún era una niña, Clark conoció a Frederick Douglass durante un viaje que éste hizo a Inglaterra, en el que se hizo amigo de John Bright. Clark escuchó a Douglass hablar sobre el estado de desigualdad racial en EE. UU. Cuando Douglass regresó a Inglaterra, de 1886 a 1887, visitó a Clark una vez más; y, habló sobre la opresión de la raza negra, las barreras de casta y la total incapacidad de los afroamericanos de protegerse a sí mismos sin la boleta de sufrafio, de la que los había privado una persecución cruel, con la manipulación fraudulenta de las urnas. En esas reuniones, la vecina de Clark Catherine Impey, al ver a Douglass por segunda vez, se inspiró para lanzar la revista Anti-Caste (Anti Casta) en 1888, dedicada "a los intereses de la raza negra"; fue la primera revista contra el racismo, de Inglaterra.
En la década de 1860, Clark se volvió activo en la sucursal del Reino Unido de Sociedad de Ayuda a los Esclavos Libertos, que buscaba ayudar a los antiguos esclavos a establecer hogares básicos pero cómodos. En la década de 1880, fue miembro fundadora de la Sociedad para el Fomento de la Hermandad Humana. En 1906, con Helena Brownsword Dowson y Jane Cobden Unwin, Clark se volvió activa en el Sociedad de Protección de los Originarios.

## Vida personal
Clark tuvo cuatro hijas y dos hijos. quienes fueron activos en la promoción de los derechos humanitarios. Margaret Clark Gillett (1878–1962) fue botánica y sufragista. Alice Clark y su hermana Esther Bright Clothier fueron secretarias sucesivas de NUWSS. La Dra. Hilda Clark fue una médica, humanitaria y activa en el movimiento por la paz. Roger Clark cofundó la "Liga de Amigos por el sufragio femenino", un grupo cuáquero de reformadores. La esposa de Roger Clark, Sarah Bancroft Clark, fue una resistente a los impuestos y sufragista activa en varios grupos políticos. En 1900, Clark vivía en Millfield, Street, Somerset, Inglaterra.

## Otras lecturas
- Maroulla Joannou (agosto de 1998). «"To defend the oppressed"». Gender and History. 10 (2): 312-315. Archivado desde el original el 5 de enero de 2013. Consultado el 18 de marzo de 2019. «una revisión de The Suffragettes in Pictures».